# Rulon C. Allred
Rulon Clark Allred (* 1906; † 10. Mai 1977) war ein US-amerikanischer Homöopath und Chiropraktiker in Salt Lake City sowie Präsident der Apostolic United Brethren einer mormonisch fundamentalistischen Gruppierung in Utah, Colorado und Arizona.

## Leben
Nachdem sich Allred in jungen Jahren zunächst von der polygamen Religionsgemeinschaft seines Vaters und Großvaters abgewandt hatte, beschloss er in seinem dritten Lebensjahrzehnt infolge einer angeblichen Vision, mehrere Frauen zu heiraten. Die Entscheidung wird zuweilen als das Ergebnis der Entfremdung von seiner ersten Frau, der der Präsident der Kirche Jesu Christi der Heiligen der Letzten Tage, Heber J. Grant, gesagt hatte, sie solle ihren Mann verlassen, und den gemeinsamen drei Kindern dargestellt.
Allred übernahm bald in einer polygamen Gemeinschaft Short Creek (heute Colorado City in Arizona) Verantwortung, nachdem ihr geistliches Oberhaupt, Joseph White Musser, einen Schlaganfall erlitten hatte und gelähmt war. Als Arizonas Gouverneur John Howard Pyle 1953 den „Short Creek Raid“ (=Short Creek Überraschungsangriff) veranlasste, wurde Allred wegen Bigamie verhaftet und verurteilt. Nach seiner Freilassung setzt er seine polygame Lebensweise aber fort. Als das Führungsverhalten von Rulon Jeffs und Konflikte mit der zu einer konkurrierenden Sekte gehörenden Lebaron-Familie, die u. a. mittels Gewalt die Kontrolle über mehrere fundamentalistische Mormonengruppierungen erlangen wollten, gruppeninterne Spannungen und schließlich zahlreiche Spaltungen verursachten, übernahm Allred die Führung in einer der neu entstandenen Gruppen. 
Mit zunehmendem Alter verheimlichte Allred seine polygamen Überzeugungen immer weniger. Schließlich sprach er in Interviews offen davon, dass er die Grundsätze der Mehrfachehe teile.
Rulon Allred hatte mindestens zwölf Frauen und war Vater von fünfundzwanzig Kindern. Auch wenn Allred als sehr konservativ erscheint, war die Gruppe um ihn herum doch weit moderater als die Fundamentalistische Kirche Jesu Christi der Heiligen der Letzten Tage um Rulon und Warren Jeffs oder die von Ervil LeBaron geführte Gemeinschaft, von der er seit den 60er Jahren Morddrohungen erhielt.
Am 10. Mai 1977 suchten zwei mit Perücke und Sonnenbrille gekleidete Frauen Allred in seinem Büro in einem Vorort von Salt Lake City auf. Mit Handfeuerwaffen eröffneten sie sogleich das Feuer auf ihn und andere Anwesende. Die Frauen konnten fliehen. Allein Allred war verletzt und erlag noch am selben Tag seinen Verletzungen. Eine der beiden Täterinnen wurde später als Rena Chenoweth identifiziert, einer der dreizehn Frauen von Ervil LeBaron.